# Тронцано-Лаго-Маджоре
Тронцано-Лаго-Маджоре (итал. Tronzano Lago Maggiore) — коммуна в Италии, находится в провинции Варесе области Ломбардия.
Население составляет 257 человек (2008), плотность населения составляет 23 чел./км². Занимает площадь 11 км². Почтовый индекс — 21010. Телефонный код — 0332.
В коммуне имеются Свято-Успенский храм и храм, освящённый в честь святого первомученика Стефана.

## Демография
Динамика населения:

## Администрация коммуны
- Официальный сайт: